# Андрос
Вижте пояснителната страница за други значения на Андрос.
Андрос (на гръцки: Άνδρος) е гръцки остров в Бяло море, най-северният и 2-ри по големина в Цикладските острови. Островът е дълъг 39 km и с най-голяма ширина от 16 km. Общата му площ е 379 km².
По-големите селища на острова са: Андрос (той е главният град и е разположен на източния бряг), Гаврио, Баци и Ормос Кортиу.
Разположен е на 12 km югоизточно от остров Евбея и на 1.5 km северозападно от остров Тинос. На 18 km югозападно от него е малкия остров Гиарос. 
Изграден е основно от кристалинни скали. Релефът в по-голямата си част планински, с много плодородни долини и малки крайбрежни равнини. Максимална височина връх Петалон 995 km, издигащ се в близост до югозападното му крайбрежие. В долините и крайбрежните равнини се отглеждат маслини, цитрусови плодове и лоза. Основен поминък по крайбрежието е риболова. Има находища на желязна и манганова руда.
През 1900 г. населението на острова е около 18 000 жители, но данните от преброяването на населението през 1991 г. отчитат едва 8781 жители. Според преброяването в Гърция от 2001 г., град Андрос брои 1508 жители, а целият остров Андрос – 10 009.

## Личности
- Матей – александрийски гръцки патриарх
- Теофилос Каирис (1784 – 1853) – православен духовник и революционер
- Никитас Какламанис (р. 1946) — лекар и политик, кмет на Атина (от 2007 г.)

## Галерия
- 1844 г., морска карта на британското адмиралтейство, показваща о. Андрос и нос Доро (днес Кафиреоски пролив)
- Баци
- Андрос (в червен цвят) на картата на Егея